# Hofanlage Am Weserdeich 7
Die Hofanlage Am Weserdeich 7 an der Weser im niedersächsischen Elsfleth-Oberhammelwarden im Landkreis Wesermarsch stammt aus dem frühen 19. Jahrhundert.

Aktuell (2023) wird sie als Wohnhaus und wohl landwirtschaftlich genutzt.
Die Gebäude und der Garten stehen unter Denkmalschutz (siehe auch Liste der Baudenkmale in Elsfleth).

## Geschichte
Hammelwarden (heute Brake) war mit Moorriem, Oldenbrok und Strückhausen eine mittelalterliche Marschvogtei. Die Bauerschaft Oberhammelwarden kam später zu Elsfleth.
Die Hofanlage auf einer Wurt und auf einem großen Grundstück mit Baumbestand besteht aus
- dem zweigeschossigen verputzten rechteckigen repräsentativen Wohnhaus von um 1880 mit Walmdach, mit dem südwestlichen turmartigen Risalit mit Zeltdach, dem östlichen übergiebelten Mittelrisalit, den rechteckigen Fenstern im Erdgeschoss und rundbogigen Fenstern im Obergeschoss sowie dem geschossteilenden Gesims – ein Brüstungsgesims –, dem Kranzgesims mit Konsolfries, den Fensterrahmungen, den Brüstungsfeldern und Ädikulä im OG und einen Wintergartenanbau,[2]
- der eingeschossigen traufständigen südwestlichen Gulfscheune von um 1880 in Backsteinmauerwerk mit Krüppelwalmdach,[3]
- die denkmalgeschützte parkartig gestaltete Gartenanlage im Osten und Süden des Wohnhauses der Hofanlage mit altem markanten Baumbestand[4]
- sowie weiteren nicht denkmalgeschützten Nebenanlagen.

Das Landesdenkmalamt befand: „… geschichtliche Bedeutung … als beispielhafte Hofanlage der Zeit um 1880 mit einem repräsentativen Wohnhaus und einer Gulfscheune auf parkartigem Grundstück sowie eine städtebauliche Bedeutung für das Landschaftsbild … .“
Das ostfriesische Gulfhaus ist eine Bauernhausform, die im 16. und 17. Jahrhundert in Norddeutschland aufkam und sich in den Marschen verbreitete. Im Kern des Mauerwerkbaus ist ein Holzgerüstbau in Ständerbauweise (Stapelwark). Gulfscheunen sind im Typ ähnlich wie das Gulfwohnhaus mit Scheune.